# Elizabeth Bisland
Elizabeth Bisland   (Parroquia de St. Mary, 11 de febrer de 1861 - Charlottesville, 6 de gener de 1929) va ser una periodista i escriptora estatunidenca, probablement més coneguda per la seva cursa al voltant del món contra la periodista Nellie Bly el 1889-1890, que va acaparar l'atenció mundial.

## Joventut
Bisland va néixer a la plantació de Fairfax, Parròquia de St. Mary (Louisiana), l'11 de febrer de 1861. Durant la Guerra de Secessió, la família va fugir de la mansió abans de la batalla de Fort Bisland. La vida va ser difícil quan van tornar, i quan tenia dotze anys la família es va mudar a Natchez (Louisiana), on es trobava la casa familiar que havia heretat el seu pare.
Va començar la seva carrera d'escriptora a l'adolescència, escrivint poesia per a New Orleans Times Democrat utilitzant el pseudònim B.L.R. Dane. Un cop la seva activitat com a escriptora va ser revelada a la seva família i a l'editor del diari, va cobrar pel seu treball, i de seguida se'n va anar a Nova Orleans per treballar per al diari. Al voltant de 1887, Bisland es va mudar a la ciutat de Nova York i va aconseguir el seu primer treball per al diari The Sun. Per 1889 treballava per a un bon nombre de publicacions, inclòs el New York World. Entre altres publicacions, més tard es va convertir en editora en la revista Cosmopolitan i també va contribuir a l'Atlantic Monthly i al North American Review.

## Viatge al voltant del món
El novembre de 1889, el New York World va anunciar que enviaria a la seva reportera a Nellie Bly a fer un viatge al voltant del món, amb la intenció de batre el viatge fictici de 80 dies de Phileas Fogg a la novel·la La volta al món en 80 dies de Jules Verne.
Inspirat per aquesta oportunitat pública, John Brisben Walker, que havia adquirit recentment l'encara jove (tres anys) i creixent Cosmopolitan, va decidir que Bisland fes el mateix viatge. Sis hores després de ser reclutada per a l'aventura, Bisland va sortir de l'oest de Nova York. Mentrestant, Bly va salpar en un vaixell de vapor cap a Europa, tot el mateix dia, el 14 de novembre de 1889.
Ràpidament, sengles viatges van ser seguits pel públic, encara que Bly (patrocinada pel més sensacionalista i popular New York World) va aconseguir més atenció que Bisland i el refinat Cosmopolitan, que només podia publicar mensualment.
Bly, lluitant contra el termini de 80 dies, desconeixia la competició fins que va arribar a Hong Kong el 24 de desembre. Allà, un oficial de l'Occidental & Oriental Steamship Company li va dir que Bisland la guanyaria degut a que havia passat per allà feia tres dies.

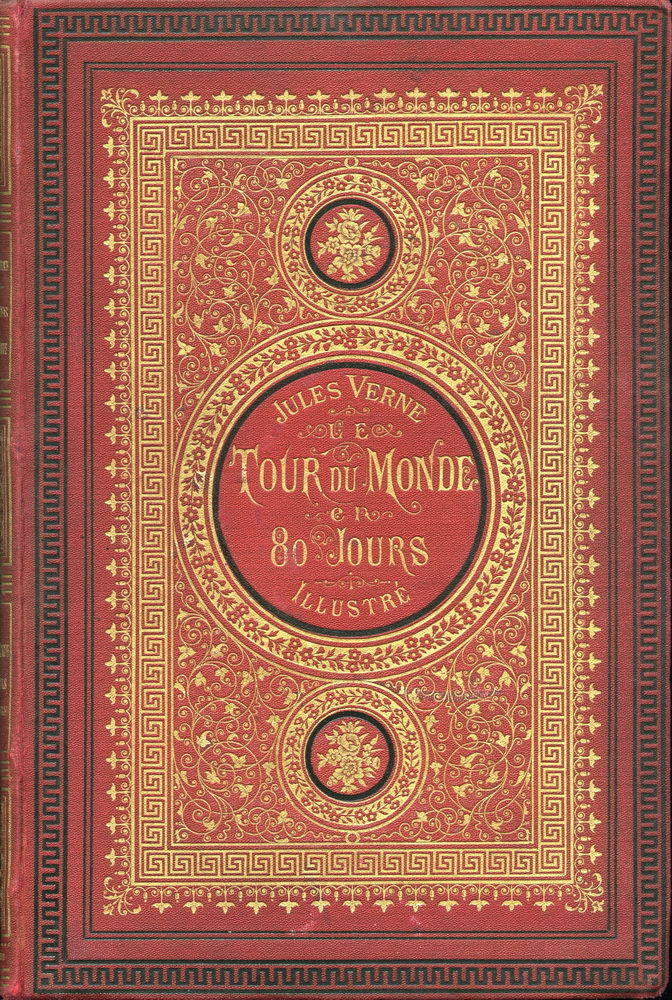
Portada de la primera edició francesa de La volta al món en vuitanta dies, de Jules Verne. Publicat el 30 de gener de 1873
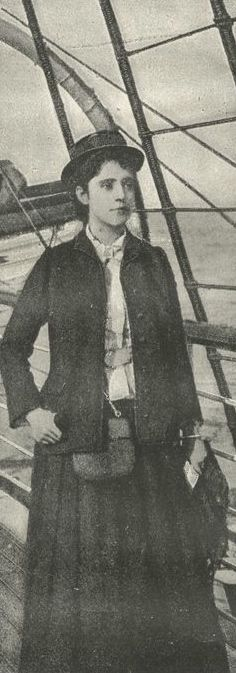
Elizabeth Bisland a la coberta d'un vaixell durant la seva cursa al voltant del món contra Nellie Bly
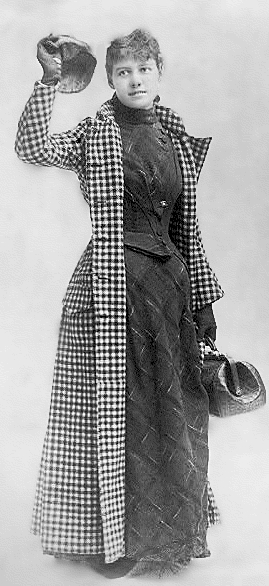
Nellie Bly a finals de la dècada del 1880

Finalment, tot i així, Bly va guanyar a Bisland. Fonamentalment, mentre estava a Anglaterra, li van dir a Bisland (i aparentment s'ho va creure) que havia perdut el seu vaixell, el veloç vapor alemany Ems que sortia de Southampton, malgrat que el seu editor havia subornat la companyia de navilis per retardar la seva sortida. Es desconeix si va ser enganyada intencionadament. Es va veure forçada a agafar el lent Bothnia el 18 de gener, que sortia de Queenstown (Cobh), Irlanda, assegurant que Bly prevaldria. Mentrestant, Bly viatjava a través dels Estats Units en un tren noliejat especialment per completar el seu viatge, i va arribar al seu punt de destinació final, a Nova Jersey, el 25 de gener de 1890, a les 03:51 pm, amb un temps de viatge total de 72 dies, 6 hores i 11 minuts (es va mantenir un control precís del temps, ja que el New York World va fer un concurs entre els seus lectors per endevinar el moment exacte en què arribaria).
El vaixell de Bisland no va arribar a Nova York fins al 30 de gener, així que va completar el seu viatge en 76 dies i mig, també per davant del registre fictici de Fogg.
Bisland va escriure una sèrie d'articles per al Cosmopolitan sobre el seu viatge, posteriorment publicant un llibre, In Seven Stages: A Flying Trip Around The World (1891).

## Vida personal
L'estil de Bisland era d'una naturalesa més literària del que la seva participació en la cursa al voltant del món podria indicar, i els seus articles eren un clar contrast amb l'estil més «de capa i espasa» de Bly sobre el seu viatge. De fet, la seva necrològica de 1929 del The New York Times fins i tot oblida esmentar el viatge, i ella va centrar la seva redacció en temes més seriosos després de la «cursa».
El 1906 va publicar The Life and Letters of Lafcadio Hearn (La vida i lletres de Lafcadio Hearn), una biografia que inclou alguna correspondència i que fou molt ben rebuda; Bisland havia conegut a Hearn quan tots dos vivien a Nova Orleans en la dècada del 1880. L'últim llibre de Bisland, Three Wise Men of the East (Tres homes savis d'Orient) (1930), va ser publicat pòstumament.
Bisland es va casar amb l'advocat Charles Whitman Wetmore el 1891, encara que va continuar publicant llibres amb el seu nom de soltera. La parella va construir una coneguda residència d'estiu anomenada Applegarth a la costa nord de Long Island el 1892.
Bisland va morir per una pneumònia prop de Charlottesville (Virgínia), el 6 de gener de 1929, i va ser enterrada en el Cementiri Woodlawn al Bronx, ciutat de Nova York, casualment al mateix cementiri que Bly, que també va morir de pneumònia el 1922.

## Obres seleccionades
- In Seven Stages: A Flying Trip Around the World, New York: Harper and Brothers, 1891
- The Secret Life: Being the Book of a Heretic (1906)
- The Life and Letters of Lafcadio Hearn (1906)
- Three Wise Men of the East (1930)

## En la cultura popular
Tot i que Bisland és molt menys recordada que Bly, la cursa entre totes dues ha estat objecte de dues obres d'història popular i d'una producció de teatre musical:
- Goodman, Matthew (octubre 2013). Elizabeth Bisland's Race Around the World. Revista de domini públic.
- Marks, Jason. Around the World in 72 Days: The race between Pulitzer's Nellie Bly and Cosmopolitan's Elizabeth Bisland (Gemittarius Press 1993) (ISBN 978-0-9633696-2-8)
- DiFabbio, Marialena and Jones, Susannah. Bisland and Bly. Sycamore Theatre Company, 2018.[23][24]